# Coupe des Villes féminine de handball 1997-1998
Navigation
Coupe des Villes 1996-1997 Coupe des Villes 1998-1999
La coupe des Villes 1997-1998 est la 5e édition de la Coupe des Villes féminine de handball, compétition créée en 1993.

## Formule
La coupe Challenge, a priori la moins réputée des différentes compétitions européennes, est également appelée C4. 
L’épreuve débute par un tour préliminaire où huit équipes, réparties en deux groupes de quatre, se disputent la qualification pour les seizièmes de finale. 
Tous les autres tours se déroulent en matches aller-retour, y compris la finale. 

## Résultats

### Premier tour
| Équipe               | Équipe           |
| -------------------- | ---------------- |
| UK « Klostermann »   | Drut Beliniche   |
| AKB « Fores » Shumen | Tiger Palermo    |
| Panevezio Stiklas    | RK Skoje         |
| Van Riet Nieuwegein  | Colégio de Gaia  |
| Skuru IK             | Sağlık Kastamonu |

| Date Aller     | Club               | Aller   | Total   | Retour  | Club                | Date Retour     |
| -------------- | ------------------ | ------- | ------- | ------- | ------------------- | --------------- |
| 4 octobre 1997 | Colégio de Gaia    | 23 - 23 | 41 - 50 | 18 - 27 | Sağlık Kastamonu    | 6 octobre 1997  |
| 4 octobre 1997 | Tiger Palermo      | 22 - 27 | 47 - 55 | 25 - 28 | Skuru IK            | 11 octobre 1997 |
| 4 octobre 1997 | UK « Klostermann » | 14 - 33 | 26 - 71 | 12 - 38 | Van Riet Nieuwegein | 11 octobre 1997 |
| 5 octobre 1997 | Panevezio Stiklas  | 23 - 29 | 49 - 62 | 26 - 33 | Drut Beliniche      | 12 octobre 1997 |
| x octobre 1997 | RK Skopje          | 10 - 0  | 20 - 0¹ | 10 - 0  | AKB "Fores" Shumen  | x octobre 1997  |

¹ Note :  AKB « Fores » Shumen a déclaré forfait donc  RK Skopje est qualifié pour les huitièmes de finale.

### Huitièmes de finale
| Équipe               | Équipe            |
| -------------------- | ----------------- |
| ŽRK Split Kaltenberg | Ikast FS          |
| US Mios-Biganos      | Francfort HC      |
| TuS Walle Brême      | AS Fílippos Véria |
| Debreceni VSC        | IK Junkeren Bodø  |
| Rulmentul Brașov     | AKVA Volgograd    |
| Spartak Kiev         | -                 |

| Équipe              |
| ------------------- |
| Drut Beliniche      |
| Van Riet Nieuwegein |
| RK Skopje           |
| Skuru IK            |
| Sağlık Kastamonu    |

| Date Aller       | Club             | Aller   | Total   | Retour  | Club                 | Date Retour      |
| ---------------- | ---------------- | ------- | ------- | ------- | -------------------- | ---------------- |
| 6 novembre 1997  | TuS Walle Brême  | 26 - 20 | 62 - 37 | 36 - 17 | RK Skopje            | 8 novembre 1997  |
| 8 novembre 1997  | Francfort HC     | 33 - 18 | 52 - 32 | 19 - 14 | Skuru IK             | 15 novembre 1997 |
| 8 novembre 1997  | AKVA Volgograd   | 31 - 19 | 65 - 56 | 34 - 37 | Sağlık Kastamonu     | 16 novembre 1997 |
| 8 novembre 1997  | US Mios-Biganos  | 25 - 21 | 53 - 51 | 28 - 30 | ŽRK Split Kaltenberg | 16 novembre 1997 |
| 8 novembre 1997  | Ikast FS         | 38 - 23 | 59 - 50 | 21 - 27 | Van Riet Nieuwegein  | 16 novembre 1997 |
| 9 novembre 1997  | Debreceni VSC    | 25 - 27 | 49 - 59 | 24 - 32 | Spartak Kiev         | 16 novembre 1997 |
| 9 novembre 1997  | Rulmentul Brașov | 38 - 19 | 67 - 39 | 29 - 20 | Drut Beliniche       | 16 novembre 1997 |
| 15 novembre 1997 | IK Junkeren Bodø | 25 - 16 | 49 - 31 | 24 - 15 | AS Fílippos Véria    | 16 novembre 1997 |

### Quarts de finale
| Date Aller      | Club             | Aller   | Total   | Retour  | Club                | Date Retour     |
| --------------- | ---------------- | ------- | ------- | ------- | ------------------- | --------------- |
| 21 février 1998 | Ikast FS         | 30 - 13 | 54 - 34 | 24 - 21 | IK Junkeren Bodø    | 1er mars 1998   |
| 21 février 1998 | US Mios-Biganos  | 20 - 23 | 41 - 47 | 21 - 24 | TuS Walle Brême     | 28 février 1998 |
| 22 février 1998 | Rulmentul Brașov | 32 - 33 | 56- 59  | 24 - 26 | Francfort HC        | 28 février 1998 |
| 21 février 1998 | Akva Volgograd   | 30 - 23 | 58 - 53 | 28 - 30 | Spartak VABank Kiev | 1er mars 1998   |

### Demi-finales
| Date Aller   | Club            | Aller   | Total   | Retour  | Club         | Date Retour   |
| ------------ | --------------- | ------- | ------- | ------- | ------------ | ------------- |
| 6 avril 1998 | Akva Volgograd  | 28 - 23 | 49 - 52 | 21 - 29 | Ikast FS     | 11 avril 1998 |
| 5 avril 1998 | TuS Walle Brême | 18 - 20 | 39 - 51 | 21 - 31 | Francfort HC | 11 avril 1998 |

### Finale
| Date Aller | Club         | Aller   | Total   | Retour  | Club     | Date Retour |
| ---------- | ------------ | ------- | ------- | ------- | -------- | ----------- |
| 9 mai 1998 | Francfort HC | 22 - 27 | 44 - 56 | 22 - 29 | Ikast FS | 16 mai 1998 |

## Les championnes d'Europe
| Championne d'Europe Coupe Challenge 1998 Ikast FS 1er titre |